# Битка при Сенно
Битката при Сенно (Контраударът при Сенно и Лепел) от 6 до 11 юли 1941 г. е голямо танково сражение в началния период на Германо-съветската война от 1941-1945 г., завършило с поражение на съветските войски.
В тази битка изчезва безследно синът на съветския лидер Йосиф Сталин – командирът на гаубична батарея старши лейтенант Яков Джугашвили.

## Накратко
В първите две седмици след нападението на Германия срещу Съветския съюз от 22 юни 1941 г. немската група армии „Център“ разгромява съветските войски, разположени по западната граница на СССР, и навлиза стотици километри навътре в съветска територия в направление към Смоленск и Москва. Начело на настъпващите войски са танковите групи, командвани от Херман Хот и Хайнц Гудериан. В началото на юли съветското главно командване хвърля срещу тях повече от хиляда танка в масирана контраатака югозападно от Витебск. В резултат на това на 6 юли се завързва насрещно сражение в междуречието на Западна Двина, Днепър и Березина. След 3-дневни боеве около Сенно и на река Черногостница съветската операция се проваля. Обходени по фланговете и подложени на непрекъснати бомбардировки от Луфтвафе, двата механизирани корпуса, които извършват контраудара, отстъпват на изток, губейки по-голямата част от бойната си техника.

## Бойни действия около Сенно и на подстъпите на Витебск (6 до 10 юли)
На 3-4 юли предните германски части достигат брега на Западна Двина северозападно от Полоцк, а други спират на Днепър край Рогачьов. 39-и моторизиран корпус от състава на 3-та танкова група на генерал-полковник Херман Хот се насочва към Витебск, а 47-и моторизиран корпус от 2-ра танкова група (Гудериан) напредва към Орша. На 4 юли командирът на Западния фронт маршал Семьон Тимошенко заповядва на 20-а армия (130 000 бойци, над хиляда танка и 1500 оръдия с командващ генерал-лейтенант Павел Курочкин) да прегради линията от Полоцк до Орша. В същата заповед се дават по-малко от 48 часа срок за подготовка на контраудар срещу немците в направление към Лепел. Със задачата са натоварени 7-и механизиран корпус на генерал-майор Василий Виноградов (22 000 войници и 570 танка) и 5-и механизиран корпус на генерал-майор Иля Алексеенко (21 000 войници и 860 танка) и двата подчинени на 20-а армия. Срещу тях действат няколко танкови и моторизирани дивизии – общо към 500 танка, подкрепени от пехотни части с противотанкова артилерия и авиация.
Съгласно нареждането на Тимошенко, контраударът започва на 6 юли сутринта. Корпусът на Виноградов настъпва откъм Витебск (североизточно от Лепел), а корпусът на Алексеенко – от югоизток, откъм Орша. 14-а танкова дивизия от 7-и корпус е спряна от силна немска отбрана на река Черногостница и търпи тежки загуби в опита си да я форсира. След продължителен преход, другата танкова дивизия от 7-и корпус – 18-а, овладява Сенно късно вечерта. Още на следващия ден немската 17-а танкова дивизия контраатакува съветските части в града. На 8 юли заедно с 12-а танкова дивизия тя пресича новите съветски опити за настъпление, изтласква съветския 5-и механизиран корпус южно от Сенно и обкръжава части от него. Ударите на германската авиация се засилват на 9 юли. На този ден генерал Курочкин дава заповед за отстъпление на съветските танкови части, тъй като германците (левият фланг на 3-та танкова група) форсират Западна Двина, достигат Витебск и заплашват тила на контраатакуващите. На 9-11 юли остатъците от 5-и и 7-и механизиран корпус отстъпват с ариергардни боеве от района на Сенно.

## Причини за съветското поражение
- Поради недостатъчното разузнаване, в началото на операцията съветското командване не е наясно със силите на противника. Ударът е насочен срещу 3-та танкова група (Хот), но не се отчита близостта на силни части от 2-ра танкова група (Гудериан) югозападно от Сенно, които пресрещат съветските левофлангови колони.
- Закъснелите доставки на гориво забавят съветското настъпление още в самото му начало (нощта на 6 срещу 7 юли).
- Неподходящият за бронирана техника терен (пресечен от реки и блата) възпрепятства напредването на десния фланг на 7-и механизиран корпус и улеснява германските прикриващи части, действащи с противотанкови оръдия на брега на Черногостница.[2]
- Липсата на координация между командирите на съветските корпуси. На 7-8 юли германците притискат съветската 18-а танкова дивизия край Сенно и създават опасност за северния фланг на 5-и механизиран корпус. В неведение за това, генерал Алексеенко продължава настъплението южно от Сенно в западна посока (към Лепел) и е подложен на силна контраатака на 8 юли.[1]
- Бомбардировките от немската авиация, която има пълно господство над съветската, провалят опитите за подновяване на съветското настъпление на 9 юли.[2]

## Последици
В Лепелския контраудар 5-и и 7-и механизиран корпус губят 832 танка. Немските загуби, по руски оценки, се равняват на около 300 танка, немалък брой пехота и артилерия.
С действията си в боевете между 6 и 11 юли съветските двата корпуса задържат за известно време германското настъпление и дават възможност за укрепване на подстъпите към Смоленск. Въпреки това германците форсират Днепър още на 10 юли, а след по-малко от седмица сключват обръч около три съветски армии край Смоленск. След тези събития, на 16 юли Тимошенко докладва на Ставката на съветското Върховно главно командване: „Нямаме достатъчно подготвени сили за прикриване на направлението към Москва. Най-важното – нямаме танкове.“